# Aardman Animations
Aardman Animations, Ltd es un estudio de animación con base en Bristol, Inglaterra, Reino Unido. Es conocido por el empleo avanzado de las técnicas de claymation y stop motion en sus producciones, por las cuales han ganado varios premios Óscar.

## Historia
Peter Lord y David Sproxton fundaron Aardman a mediados de los años 1970, ilusionados por cumplir el sueño de crear películas de animación. Su primer proyecto importante consistió en realizar las secuencias animadas de un programa para niños, de la televisión británica. Por aquel tiempo también incursionaron en sus primeros cortometrajes para adultos.
Más tarde el dúo realizó cortometrajes para el canal público británico, a la vez que incorporaba animadores, entre ellos Nick Park. El corto de Park fue el primero del estudio que ganara un Óscar. Él además crearía tiempo más tarde los personajes Wallace y Gromit, que lo hicieron famoso. En el año 2000 el estudio realiza su primer largometraje, Chicken Run. Este fue un éxito de taquilla y trajo más premios a la compañía. Después produjo dos grandes series para niños: en mayo de 2007 produjo la serie La Oveja Shaun (Shaun the Sheep en inglés) y en 2009 Timmy y sus amigos (Timmy Time en inglés).
Shaun the Sheep Movie fue la película que salvó la compañía y gracias al filme, obtuvo excelentes críticas y una nominación al Óscar.

## Películas

### Estrenadas
| #  | Título                                         | Fecha de estreno                                                              | Director(es)                              | Guionista(s) | Productor(es)                                                          | Compositor(es)                       | Coproducción(es)        | Distribuidor(as)                |
| -- | ---------------------------------------------- | ----------------------------------------------------------------------------- | ----------------------------------------- | --- | ---------------------------------------------------------------------- | ------------------------------------ | ----------------------- | ------------------------------- |
| 1  | Chicken Run                                    | 23 de junio de 2000 (Estados Unidos) 30 de junio de 2000 (Inglaterra)         | Nick Park y Peter Lord                    | Historia original: Nick Park y Peter Lord Guion: Karey Kirkpatrick                                                                                   | Nick Park, Peter Lord y David Sproxton                                 | Harry Gregson-Williams y John Powell | Dreamworks Animation    |                                 |
| 2  | Wallace & Gromit: The Curse of the Were-Rabbit | 7 de octubre de 2005 (Estados Unidos) 14 de octubre de 2005 (Inglaterra)      | Nick Park y Steve Box                     | Historia original: Nick Park Guion: Nick Park, Steve Box, Bob Baker y Mark Burton (Guionista)                                                        | Nick Park, Claire Jennings, Peter Lord, Carla Shelley y David Sproxton | Julian Nott y Hans Zimmer            | Dreamworks Animation    |                                 |
| 3  | Flushed Away                                   | 3 de noviembre de 2006 (Estados Unidos) 1 de diciembre de 2006 (Inglaterra)   | David Bowers y Sam Fell                   | Historia original: Sam Fell, Peter Lord, Dick Clement y Ian La Frenais Guion: Dick Clement, Ian La Frenais, William Davies, Chris Lloyd y Joe Keenan | Cecil Kramer, Peter Lord y David Sproxton                              | Harry Gregson-Williams               | Dreamworks Animation    |                                 |
| 4  | Arthur Christmas                               | 11 de noviembre de 2011 (Inglaterra) 23 de noviembre de 2011 (Estados Unidos) | Sarah Smith                               | Historia original: Sarah Smith Guion: Sarah Smith y Peter Baynham                                                                                    | Steve Pegram                                                           | Harry Gregson-Williams               | Sony Pictures Animation |                                 |
| 5  | The Pirates! In an Adventure with Scientists!  | 28 de marzo de 2012 (Inglaterra) 27 de abril de 2012 (Estados Unidos)         | Peter Lord Co-Director: Jeff Newitt       | Historia original y Guion: Gideon Defoe | Julie Lockhart, Peter Lord y David Sproxton                            | Theodore Shapiro                     | Sony Pictures Animation |                                 |
| 6  | Shaun the Sheep Movie                          | 6 de febrero de 2015 (Inglaterra) 7 de agosto de 2015 (Estados Unidos)        | Mark Burton (Guionista) y Richard Starzak | Mark Burton (Guionista) y Richard Starzak | Paul Kewley y Julie Lockhart                                           | Ilan Eshkeri                         | Sin coproducción        | (Inglaterra) (Estados Unidos)   |
| 7  | Early Man                                      | 28 de febrero de 2018 (Inglaterra) 12 de agosto de 2018 (Estados Unidos)      | Nick Park                                 | Nick Park | Mark Burton y Peter Lord                                               | Nick Park                            | Sin coproducción        | (Inglaterra) (Estados Unidos)   |
| 8  | A Shaun the Sheep Movie: Farmageddon           | 5 de octubre de 2019 (Inglaterra) 28 de enero de 2020 (Estados Unidos)        | Richard Goleszowski                       | Tom Howe Y Ryuichi Yagi | Tom Howe Y Ryuichi Yagi                                                | Takashi Yamazaki y Nick Park         | Sin coproducción        | (Inglaterra) (Estados Unidos)   |
| 9  | Chicken Run: Dawn of the Nugget                | 15 de diciembre de 2023                                                       | Sam Fell                                  | Karey Kirkpatrick, John O'Farrell y Rachel Tunnard (guion) Karey Kirkpatrick y John O'Farrell (historia)                                             | Steve Pegram y Leyla Hobart                                            | Harry Gregson-Williams               | Netflix Animation       |                                 |
| 10 | Wallace & Gromit: Vengeance Most Fowl          | 25 de diciembre de 2024 (Reino Unido)                                         | Nick Park y Merlin Crossingham            | Mark Burton | Richard Beek                                                           | Lorne Balfe                          | BBC                     | (Reino Unido) (resto del mundo) |

## Cortos
- Animated Conversations: Down and Out (1977)
- Animated Conversations: Confessions of a Foyer Girl (1978)
- Conversation Pieces: On Probation (1983)
- Conversation Pieces: Sales Pitch (1983)
- Conversation Pieces: Palmy Days (1983)
- Conversation Pieces: Early Bird (1983)
- Conversation Pieces: Late Edition (1983)
- Sweet Disaster: Babylon (1986)
- Wallace & Gromit: A Grand Day Out (1989)
- Creature Comforts (1989)
- War Story (1989)
- Going Equipped (1990)
- Ident (1990)
- Next (1990)
- Rex the Runt: How Dinosaurs Became Extinct (1991)[1]
- Rex the Runt: Dreams (1991)[1]
- Adam (1992)
- Never Say Pink Furry Die (1992)
- Loves Me, Loves Me Not (1993)
- Not Without My Handbag (1993)
- Wallace & Gromit: The Wrong Trousers (1993)
- Pib and Pog (1995)
- Wallace & Gromit: A Close Shave (1995)
- Rex the Runt: North by North Pole (1996)[2]
- Pop (1996)
- Wat's Pig (1996)
- Owzat (1997)
- Stage Fright (1997)
- Al Dente (1998)
- Humdrum (1999)
- Minotaur and Little Nerkin (1999)
- The Deadline (2001)
- Len's Lens (2002)
- Vacation (2002)
- The Non-Voters (for the BBC Election coverage) (2004)
- The Adventures of Jeffrey (2005)
- Angry Kid: Who Do You Think You Are? (2004)[3]
- Stuff vs. Stuff (2007)
- The Pearce Sisters (2007)
- Wallace & Gromit: A Matter of Loaf and Death (2008)
- Gulp (2011)
- The Itch of The Golden Nit (2011)
- Pythagasaurus (2011)
- Fly (2011)
- Timmy Time – Timmy's Christmas Surprise (2011)
- Timmy Time – Timmy's Seaside Rescue (2012)
- Wallace & Gromit's Jubilee Bunt-a-thon (2012)
- The Pirates! So You Want to Be a Pirate! (2012)
- Wallace & Gromit's Musical Marvels (2012)
- Darkside (2013)[4][5]
- Sphere (2013)
- Zombie Fairy (2014)[6]
- Ray's Big Idea (2014)[7]
- Special Delivery (2015)[8]
- Full ANL (2015)[9]
- Shaun the Sheep: The Farmer's Llamas (2015)
- Aardman Nathan Love (2015)
- Mac (2016)[10]
- NSPCC (2016)[11]
- Visualise This (2017)[12]
- Robin Robin (2021)[13]
- Shaun the Sheep: The Flight Before Christmas (2021)[14]
- Star Wars: Visions: I Am Your Mother (2023)
- Over the Garden Wall (tenth anniversary tribute) (2024)

## Series
- Vision On (segmentos) (1972-1976)
- Aard-Man (1972-1973)
- Greeblies (1974-1975)
- Take Hart (segmentos) (177-1982)
- The Amazing Adventures of Morph (1980-1981)
- The Great Egg Race (Opening, temporadas 4 a 7)[15] (1982-1985)
- Hartbeat (segmentos) (1984-1993)
- Round the Bend (segmentos)(1989-1991)
- The Art Box Bunch (1995)
- The Morph Files (1996)
- Rex the Runt (1998-2001)
- Smart Hart (1999-2000)
- Angry Kid (1999-2007)
- A Town Called Panic (Versión en inglés) (2002-2003)
- Wallace & Gromit's Cracking Contraptions (2002)
- The Presentators (2003-2004)
- Creature Comforts (2003-2007)
- Planet Sketch (2005-2008)
- Purple and Brown (2006-2007)
- Pib and Pog (2006)
- Shaun the Sheep (2007-presente)
- Chop Socky Chooks (2007-2008)
- Creature Comforts America (2007)[16]
- Timmy Time (2007)
- Wallace & Gromit's World of Invention (2009-2010)
- Canimals[17][18] (2011-presente)
- DC's World Funniest (2011-2014)[19]
- Shaun the Sheep 3D (2012)[20]
- Shaun The Sheep Championsheeps (2012)[21]
- Brand New Morph/The Epic Adventures of Morph (2014-presente)[22]
- Angry Kid (serie revival) (2015-2019)[23]
- Golden Morph (2015-presente)[24]
- Morph: The Lost Tapes (2015-2016)[25]
- Meet David Attenborough (2016)[26]
- Counterfeit Cat (2016-2017)[27]
- Lloyd of the Flies (2022-presente)[28]
- The Very Small Creatures (2022-presente)[29]
- Adventures of ArachnoFly (2023-presente)
- Things We Love (2024-presente)[30]

## Recepción

### Recepción crítica y pública
| Película                                       | Rotten Tomatoes | Metacritic | IMDb | CinemaScore | Roger Ebert |
| ---------------------------------------------- | --------------- | ---------- | ---- | ----------- | ----------- |
| Chicken Run                                    | 97%             | 88/100     | 7.0  | A-          | 3.5/4       |
| Wallace & Gromit: The Curse of the Were-Rabbit | 95%             | 87/100     | 7.5  | B+          | 3.5/4       |
| Flushed Away                                   | 72%             | 74/100     | 6.7  | B+          | No tiene    |
| Arthur Christmas                               | 92%             | 69/100     | 7.1  | A-          | 3/4         |
| Piratas!                                       | 86%             | 73/100     | 6.7  | B           | No tiene    |
| Shaun the Sheep Movie                          | 99%             | 81/100     | 7.4  | B+          | 4/4         |
| Early Man                                      | 80%             | 68%        | 6.1  |             | 3/4         |
| A Shaun the Sheep Movie: Farmageddon           | 96%             | 79%        | 6.8  |             | 3.5/4       |
| Chicken Run: Dawn of the Nugget                | 83%             | 63%        | 6.3  |             | 2.5/4       |
| Wallace & Gromit: Vengeance Most Fowl          | 100%            | 83/100     | 7.8  |             | 3.5/4       |

### Taquilla
| Película                                         | Fecha de estreno        | Apertura    | Presupuesto  | EE. UU       | Mundial      | Ref(s)        |
| ------------------------------------------------ | ----------------------- | ----------- | ------------ | ------------ | ------------ | ------------- |
| Chicken Run                                      | 23 de junio de 2000     | $17,506,162 | $45,000,000  | $106,834,564 | $224,834,564 | [ 45 ]        |
| Wallace and Gromit: The Curse of The Were Rabbit | 7 de octubre de 2005    | $16,025,987 | $30,000,000  | $56,110,897  | $192,610,372 | [ 46 ]        |
| Flushed Away                                     | 3 de noviembre de 2006  | $18,814,323 | $149,000,000 | $64,665,672  | $178,120,010 | [ 47 ]        |
| Arthur Christmas                                 | 23 de noviembre de 2011 | $12,068,931 | $100,000,000 | $46,462,469  | $147,419,472 | [ 48 ]        |
| Pirates!                                         | 27 de abril de 2012     | $11,137,734 | $94,000,000  | $31,051,126  | $123,054,041 | [ 49 ]        |
| Shaun the Sheep Movie                            | 7 de agosto de 2015     | $4,038,962  | $25,000,000  | $19,375,982  | $106,209,378 | [ 50 ] [ 51 ] |
| Early Man                                        | 28 de febrero de 2018   | $3,190,525  | $50 000 000  | $8,267,544   | $45,285,890  | [ 52 ]        |
| A Shaun the Sheep Movie: Farmageddon             | 5 de octubre de 2019    | TBA         | TBA          | TBA          | $47,862,290  | [ 53 ]        |